# Lothar Eißmann
Lothar Eißmann (* 8. September 1932 in Hartmannsdorf bei Kirchberg; † 4. Juli 2019 in Leipzig) war ein deutscher Geologe. Er war Professor an der Universität Leipzig.

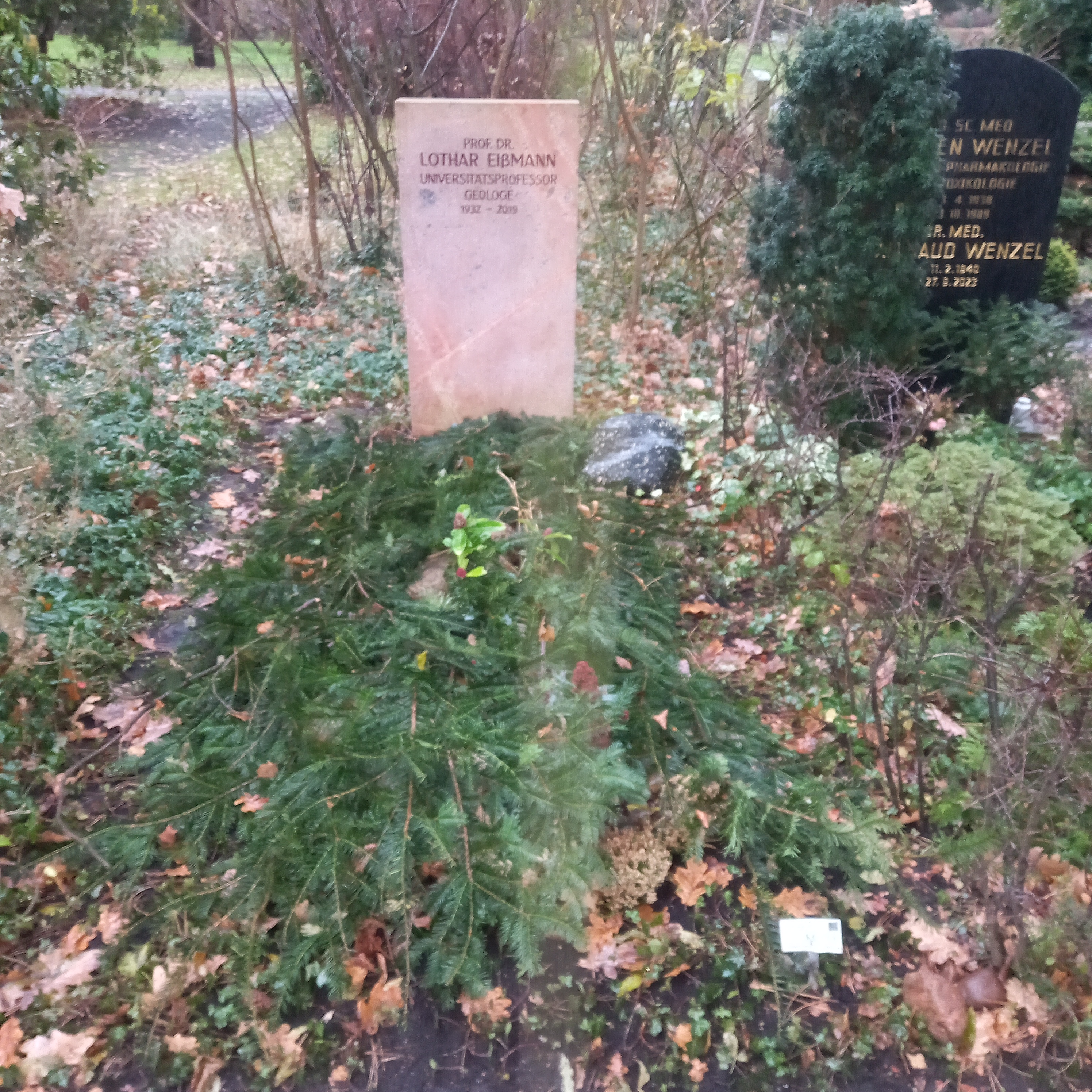
Das Grab von Lothar Eißmann auf dem Südfriedhof (Leipzig)

## Leben und Wirken
Eißmann studierte ab 1951 Geologie an der Universität Greifswald. 1962 wurde er promoviert und 1970 habilitierte er sich an der Universität Halle. Er war ab 1959 Abteilungsleiter für geologische Erkundung und Forschung in Halle und Freiberg, ab 1981 bis 1992 wissenschaftlicher Kustos.
Er erforschte insbesondere die Geologie Sachsens und hier besonders das Quartär (Eiszeitalter). 2000 erhielt Eißmann die Hans-Stille-Medaille. Seit 1991 war er Mitglied der Sächsischen Akademie der Wissenschaften. 1990 erhielt er die Albrecht-Penck-Medaille der Deutschen Quartärvereinigung und 2003 die Serge-von-Bubnoff-Medaille. 1962 erhielt er den Kurt Pietzsch Preis und 2015 für seine Verdienste um die Geowissenschaften in Leipzig und Mitteldeutschland das Bundesverdienstkreuz.

## Schriften
- mit Frank W. Junge Das mitteldeutsche Seenland – Der Westen. Vom Wandel einer Landschaft, Sax Verlag Markkleeberg-Beucha, 1. Auflage, 2019 (dritter und abschließender Band zu Geologie, bergbaubedingtem Landschaftswandel und Seenentstehung als Folge des Braunkohleabbaus der ehemaligen DDR im Gebiet westlich der Elbe und Saale zwischen Merseburg – Halle – Eisleben – Köthen – Bernburg – Magdeburg)
- mit Frank W. Junge Das mitteldeutsche Seenland – Der Norden. Vom Wandel einer Landschaft, Sax Verlag, Markkleeberg-Beucha, 1. Auflage, 2015 (Fortsetzungsband zu Geologie, bergbaubedingtem Landschaftswandel und Seenentstehung als Folge des Braunkohleabbaus der ehemaligen DDR im Gebiet zwischen Leipzig – Delitzsch – Bitterfeld – Lutherstadt Wittenberg)
- mit Frank W. Junge Das mitteldeutsche Seenland – Der Süden. Vom Wandel einer Landschaft, Sax Verlag, Markkleeberg-Beucha, 1. Auflage, 2013 (Überblick über Geologie, Landschaftsveränderung und Entstehung der bergbaubedingten, vierten Seengeneration als Folge des Braunkohleabbaus der ehemaligen DDR im Gebiet zwischen Leipzig – Borna – Zeitz – Altenburg – Grimma)
- Die Erde hat Gedächtnis – 50 Millionen Jahre im Spiegel mitteldeutscher Tagebaue, Sax Verlag, Beucha, 2. Auflage, 2008 (Bildband zur Landschaftsveränderung und geologische Einblicke durch den Braunkohletagebau in der ehemaligen DDR)
- Metamorphose einer Landschaft, Sax Verlag, Beucha, 2. Auflage 2006 (Bildband zur aus dem Braunkohletagebau in Ostdeutschland entstandenen Seenlandschaft)
- Das quartäre Eiszeitalter in Sachsen und Nordostthüringen : Landschaftswandel am Südrand des skandinavischen Vereisungsgebietes. Altenburger Naturwiss. Forschungen, Band 8, 1997
- Die ältesten Berge Sachsens oder die morphologische Beharrlichkeit geologischer Strukturen, Altenburger Naturwiss. Forschungen, Band 10, 1997
- als Herausgeber mit Thomas Litt Das Quartär Mitteldeutschlands: ein Leitfaden und Exkursionsführer ; mit einer Übersicht über das Präquartär des Saale-Elbe-Gebietes, Altenburger Naturwiss. Forschungen, Band 7, 1994 (Tagung der Deutschen Quartärvereinigung in Leipzig, Quartär- und Umweltgeologie Mitteldeutschlands, 150 Jahre Inlandeistheorie in Sachsen, September 1994)
- Herausgeber Die Eemwarmzeit und die frühe Weichseleiszeit im Saale-Elbe-Gebiet : Geologie, Paläontologie, Palökologie; ein Beitrag zum jüngeren Quartär in Mitteleuropa, Altenburger Naturwiss. Forschungen, Band 5, 1990 (International Union for Quaternary Research, Kongress Peking)
- mit Ansgar Müller, Renate Ortmann Die Schwerminerale im fluviatilen Quartär des mittleren Saale-Elbe-Gebietes: ein Beitrag zur mitteleuropäischen Flußgeschichte, Altenburger Naturwiss. Forschungen, Band 4, 1988
- Periglaziäre Prozesse und Permafroststrukturen aus sechs Kaltzeiten des Quartärs. Ein Beitrag zur Periglazialgeologie aus der Sicht des Saale – Elbe – Gebietes, Altenburger Naturwiss. Forschungen, Band 1, 1981
- Die alt- und frühpleistozänen Schotterterrassen der Leipziger Tieflandsbucht und des angrenzenden Gebietes, Beiheft zur Zeitschrift Geologie, Nr. 46, Jahrgang 13, 1964, Berlin, Akademie Verlag
- Das Quartär der Leipziger Tieflandsbucht und angrenzender Gebiete um Saale und Elbe: Modell einer Landschaftsentwicklung am Rand der europäischen Kontinentalvereisung, Schriftenreihe f. geolog. Wiss., Band 21, Akademie Verlag, Berlin 1975 (Habilitation)